# Lamprotornis purpuroptera
Lamprotornis purpuroptera е вид птица от семейство Скорецови (Sturnidae).

## Разпространение
Видът е разпространен в Бурунди, Демократична република Конго, Еритрея, Етиопия, Кения, Руанда, Сомалия, Судан, Чад, Танзания и Уганда.